# Paul Bunjes
Paul Martin Nelson Bunjes (* 1994 in Mannheim) ist ein deutscher Politiker (Bündnis 90/Die Grünen). Er ist seit 2022 Landesvorsitzender von Bündnis 90/Die Grünen Rheinland-Pfalz.

## Leben
Bunjes ist Landwirt. Seit 2019 ist er Mitglied des Stadtrats von Kaiserslautern.
Bei der Bundestagswahl 2017 kandidierte er im Bundestagswahlkreis Kaiserslautern und auf Platz 10 der Landesliste der Grünen und verpasste den Einzug in den Bundestag. Bei der Landtagswahl in Rheinland-Pfalz 2021 kandidierte er im Wahlkreis Kaiserslautern I und auf Platz 12 der Landesliste der Grünen, verfehlte jedoch den Einzug in den Landtag. Bei der Landtagswahl 2026 kandidiert Bunjes erneut im Wahlkreis Kaiserslautern I sowie auf Platz 6 der Landesliste der Grünen.
Am 12. März 2022 wurde er gemeinsam mit Natalie Cramme-Hill zum Landesvorsitzenden von Bündnis 90/Die Grünen Rheinland-Pfalz gewählt. Auf der Landesdelegiertenversammlung am 7. Dezember 2024 wurde er in diesem Amt bestätigt.